# Johannes Weißer
Johann Mathias „Johannes“ Weißer (* 24. Februar 1893 in Oberkirnach, heute St. Georgen im Schwarzwald; † 8. April 1954 in Ulm) war ein deutscher Zeitungsredakteur und -verleger sowie Politiker der SPD.

## Leben und Beruf
Nach dem Besuch der Volksschule erlernte Weißer den Beruf des Uhrmachers. Im März 1914 zog er nach Schwenningen, wo er seinen erlernten Beruf bei der Firma Gebrüder Junghans, später bei Th. E. Haller ausübte. Im Mai 1915 zog er in den Kriegsdienst, ehe er im Dezember 1918 zu Haller zurückkehrte. Im Juli 1920 wurde er Geschäftsführer des Deutschen Metallarbeiter-Verbandes in Schwenningen. 1929 ging er nach Ulm und wurde, über seine Parteimitgliedschaft, Redakteur der sozialdemokratischen Zeitung Donauwacht. Diese Position verlor er im März 1933 aus politischen Gründen und wurde arbeitslos.
Am 10. März 1933 tauchte er unter, um einer Verhaftung durch die NS-Behörden zu entkommen, doch wurde er am 25. März in Langenenslingen aufgegriffen und geriet in sogenannte „Schutzhaft“, welche er im Garnisonsarresthaus in Ulm und im KZ Heuberg verbrachte. Im November 1933 wurde er aus der Haft entlassen. Voraussetzung für die Entlassung soll eine mit sieben anderen sozialdemokratischen Gefangenen unterzeichnete Loyalitätsbekundigung an den württembergischen Reichsstatthalter Wilhelm Murr gewesen sein, welche im November 1933 im Staatsanzeiger für Württemberg und im Ulmer Tagblatt abgedruckt wurde. Im August 1944 geriet Weißer, im Rahmen der Aktion Gitter, erneut in „Schutzhaft“, welche rund zwei Monate andauerte.
Im Januar 1935 machte sich Weißer als Uhrmacher in Ulm selbstständig, 1941 gründete er dort ein Uhrengeschäft. Zum Ende des Zweiten Weltkriegs zog er im Februar 1945 erneut in den Kriegsdienst, diesmal als Flakhelfer. Nach dem Krieg kehrte Weißer in den Journalismus zurück und wurde Herausgeber der Schwäbischen Donau-Zeitung (heute Südwest Presse).
1978 wurde der Johannes-Weißer-Weg im Wohngebiet Roter Berg in Ulm-Söflingen nach ihm benannt.

## Politik
1919 trat Weißer in die USPD ein. Später kam er zur SPD, wo er 1925 das Amt des Parteisekretärs in Schwenningen übernahm. Diesen Posten hatte er von 1929 bis 1933 in Ulm inne. Daneben war er Gründungsvorsitzender der Eisernen Front in Ulm. 1932 kandidierte er erfolglos für den württembergischen Landtag. 1934 gehörte er einer Widerstandsgruppe an, welche Flugschriften der SPD verbreitete.
Nach dem Krieg wurde Weißer 1945 Vorsitzender der Ulmer SPD. Er wurde in den Stadtrat berufen und war dort Vorsitzender der SPD-Fraktion, kurzzeitig war er auch stellvertretender Bürgermeister. 1946 gehörte Weißer zunächst der Vorläufigen Volksvertretung, danach der Verfassunggebenden Landesversammlung an, schließlich wurde er in den ersten Landtag von Württemberg-Baden gewählt, dem er bis zum Ende der Wahlperiode 1950 angehörte.